# Drosophila aracataca
Drosophila aracataca este o specie de muște din genul Drosophila, familia Drosophilidae, descrisă de Vilela și Val în anul 1983.
Este endemică în Columbia. Conform Catalogue of Life specia Drosophila aracataca nu are subspecii cunoscute.